# Cantón de Caen-7
El cantón de Caen-7 era una división administrativa francesa, que estaba situada en el departamento de Calvados y la región de Baja Normandía.

## Composición
El cantón estaba formado por una comuna, más una fracción de la comuna que le daba su nombre:
- Caen (fracción)
- Mondeville

## Supresión del cantón de Caen-7
En aplicación del Decreto nº 2014-160 de 17 de febrero de 2014, el cantón de Caen-7 fue suprimido el 22 de marzo de 2015 y sus 2 comunas pasaron a formar parte; la comuna del nuevo cantón de Ifs, y la fracción de la comuna que le daba su nombre pasó a formar parte del nuevo cantón de Caen-4.